# Distrito de Bellavista de la Unión
El distrito de Bellavista de la Unión es uno de los seis que confirman la provincia de Sechura ubicada en el departamento de Piura en el Norte del Perú.
Desde el punto de vista jerárquico de la Iglesia católica, forma parte de la Arquidiócesis de Piura.

## Historia
El distrito de Bellavista de La Unión, fue creado por Ley n.º 15417, el día 29 de enero de 1965, siendo Presidente Constitucional de la República Fernando Belaúnde Terry.

## Geografía
Ubicado en la región costa, abarca una superficie aproximada de 13,01 km².

## Capital
Es el pueblo de Bellavista, ubicado a 13 m s. n. m.

## Autoridades

### Municipales
- 2015-2018[2]
  - Alcalde: Percy Guadalupe Puescas Chunga, del Partido Alianza para el Progreso (APP).
  - Regidores: Luciano Aldana Chully (APP), Miriam Estela Chunga Huiman (APP), José Ramos Chunga Periche (APP), Danny Rodrigo Bayona Bancayán (APP), Fausto Tume Tumi  (Unión Democrática del Norte).
- 2011-2014[3]
  - Alcalde: Sixto Miguel Chunga Zapata (Reelección), del Movimiento Agro Si.[4]
  - Regidores: Edgardo Chapilliquen Martínez (Agro Si), Ricardo Bancayán Antón (Agro Si), Yolanda Chunga Macalupu (Agro Si), Jhohan Alexander Pazos Aldana (Agro Si), John Carlos Cerna Tumi (Partido Humanista Peruano).
- 2007-2010: 
  - Alcalde: Sixto Miguel Chunga Zapata
- 2003-2006:
  - Alcalde: Tulio Alcides Ramos Chunga, del Movimiento Bellavista al Futuro.
  - Regidores: Percy Guadalupe Puescas Chunga, Carlos Chunga Chunga, José Silupú Villegas, Gloria Chunga Vite, Mercedes Chunga Periche.
- 1999-2002: 
  - Alcalde: Félix Cherre Bayona, Unica San Clemente.[5]

### Policiales
- Comisario: Sargento PNP .

### Religiosas
- Arquidiócesis de Piura[6]
  - Arzobispo: Mons. José Antonio Eguren Anselmi SCV.[7]
- Parroquia  
  - Párroco: Pbro.